# 解読不能
『解読不能』（かいどくふのう）は、ジンの楽曲で、3枚目のシングル。 2007年1月31日にPalm Beachからリリースされた。

## 概要
- 前作から約2か月でのリリースで、アルバム『レミングス』からの先行シングル。
- 表題曲は、テレビアニメ『コードギアス 反逆のルルーシュ』のオープニングテーマに起用され、前々作『雷音』以来となるアニメタイアップとなった。
- 初回仕様には、アニメの描き下ろしイラストダブルワイドキャップステッカー（長帯仕様）、ブリタニア帝国市民IDカード（枢木スザク）が封入。
- 本作で初めてオリコントップ10入りを果たした。シングルとしては、『雷音』に次ぐ2番目のヒットとなった。

## 収録曲
- 全曲、作詞・作曲・編曲：ジン

1. 解読不能
  - MBS・TBSアニメ『コードギアス 反逆のルルーシュ』後期オープニングテーマ[2]
  - スペースシャワーTV 2007年1月度POWER PUSH!選出曲[3]
  - 曲自体は、メンバーが高校3年生だった頃に「雷音」と同時期に作られていたが、一度ライブで披露して以降お蔵入りになっていたもの[4]。
  - タイトルは、ギターのハルカが曲のリフを作った際に、「解読不能がカッコいい」「『なんだこりゃ』と言われるような曲にしたい」といった理由から付けられ、歌詞はボーカルのひぃたんが「10代の頃に感じる自分の理解できない内面や不条理感を表現している」というような解説をした[5]。
2. Someday

## 楽曲の収録アルバム
オリジナル
- 『レミングス』（#1、#2）

コンピレーション
- 『CODE GEASS COMPLETE BEST』（#1）